# Nain Abidi
Nain Abidi (Urdu نین عابدی; * 23. Mai 1985 in Karachi, Pakistan) ist eine ehemalige pakistanische Cricketspielerin, die zwischen 2006 und 2018 für die pakistanische Nationalmannschaft spielte.

## Aktive Karriere
Ihr Debüt für die Nationalmannschaft absolvierte sie beim Women’s Asia Cup 2006 gegen Indien, als sie 23* Runs erzielen konnte. In den ersten beiden Jahren konnte sie nur wenige Runs erzielen, wurde dennoch für den Women’s Cricket World Cup 2009. Dort konnte sie als Eröffnungs-Batterin gegen Neuseeland ihr erstes Half-Century über 52 Runs erreichen. Im Mai 2009 absolvierte sie bei der Tour in Irland ihr erstes WTwenty20, bei dem sie zunächst ein „Duck“ (0 Runs) erzielte. In ihrem dritten Spiel auf der Tour gelang ihr jedoch dann ein Fifty über 55 Runs. In der Folge konnte sie beim ICC Women’s World Twenty20 2009 sowie bei der Ausgabe 2010 des Turniers keinen großen Beitrag leisten.
Im Rahmen der ICC Women’s Cricket Challenge 2010/11 konnte sie gegen Irland (50* Runs) und Sri Lanka (54 Runs) jeweils ein Half-Century erzielen. Bei den Asienspielen 2010 war sie Teil der siegreichen Mannschaft. Ein weiteres Fifty erzielte sie gegen die West Indies beim Women’s Cricket World Cup Qualifier 2011 53 Runs erreichte. Auf der Tour nach Irland im Sommer 2012 konnte sie zunächst in einem Women’s One-Day International (WODI) gegen Bangladesch 54 Runs erzielen, bevor ihr in einem Spiel gegen Irland mit 101* Runs aus 129 Bällen ihr einziges internationales Century ihrer Karriere gelang.
Beim ICC Women’s World Twenty20 2012 waren ihre beste Leistung 25 Runs gegen Indien. Bei ihrem zweiten Women’s Cricket World Cup im Februar 2013 traf sie abermals auf Indien und konnte dieses Mal ein Half-Century über 58 Runs erzielen. Im Sommer 2013 reiste sie mit dem Team nach Europa, wobei sie ein Fifty (50 Runs) gegen Irland erreichte und als beste Leitung 45 Runs in den WTwenty20s gegen England. Das Jahr 2014 begann mit einem Drei-Nationen-Turnier in Katar und einer Auszeichnung als Spielerin des Spiels für 56 Runs im WTwenty20 gegen Irland. Dasselbe gelang ihr auf der anschließenden Tour in Bangladesch als sie im zweiten WTwenty20 54 Runs erzielen konnte. Dies galt als Vorbereitung auf den ICC Women’s World Twenty20 2014, wo ihre beste Leitung jedoch nur 28 Runs waren gegen Südafrika. Bei den Asienspiele 2014 konnte sie wieder mit dem Team den Titel holen.
In den folgenden Jahren ging ihre Leistungen deutlich zurück. Auf der Tour in den West Indies im Oktober 2015 (48 Runs) und auf der Tour in Neuseeland im November 2016 (49 Runs) scheiterte sie jeweils knapp an einem Half-Century. Dies änderte sich erst wieder beim Women’s Cricket World Cup Qualifier 2017 als sie mit 62 Runs gegen Südafrika ins Turnier startete. Beim Women’s Cricket World Cup 2017 spielte sie ihren letzten WODI gegen Sri Lanka und verabschiedete sich mit einem Half-Century über 57 Runs Nach dem Turnier zog sie in die Vereinigten Staaten spielte jedoch noch im nationalen pakistanischen Cricket, machte international jedoch zunächst eine Pause. Im WTwenty20 spielte sie noch ein letztes Turnier beim Women’s Twenty20 Asia Cup 2018 konnte dort jedoch nicht mehr überzeugen.
Sie plante im Jahr 2019 wieder zurückzukommen, bekam jedoch ein Kind, was trotz mehrerer Angebote ihre Rückkehr verzögerte. Derzeit versucht sie eine Spielberechtigung für das US-Team zu erhalten.